# ده یوسفان سفلی
ده یوسفان سفلی یک روستا در ایران است که در دهستان میربگ جنوبی واقع شده‌است. ده یوسفان سفلی ۱۹۴ نفر جمعیت دارد.